# 站会
站會（英語：stand-up meeting，或），是一種參與者以站姿進行的會議。這種會議以站姿這種不太令人舒適的姿勢目的是為了讓會議時間變短。一些軟體開發方法學通常包含每日舉行的團隊會議，從而讓團隊成員對開發進度進行彙報和許諾。參會成員會討論潛在的技術挑戰、任務分配以及時間安排。站會在敏捷軟體開發中的價值（例如Scrum或看板項目）尤為凸顯，不過可以在任何軟體開發過程中都能應用。

## 外部鏈接

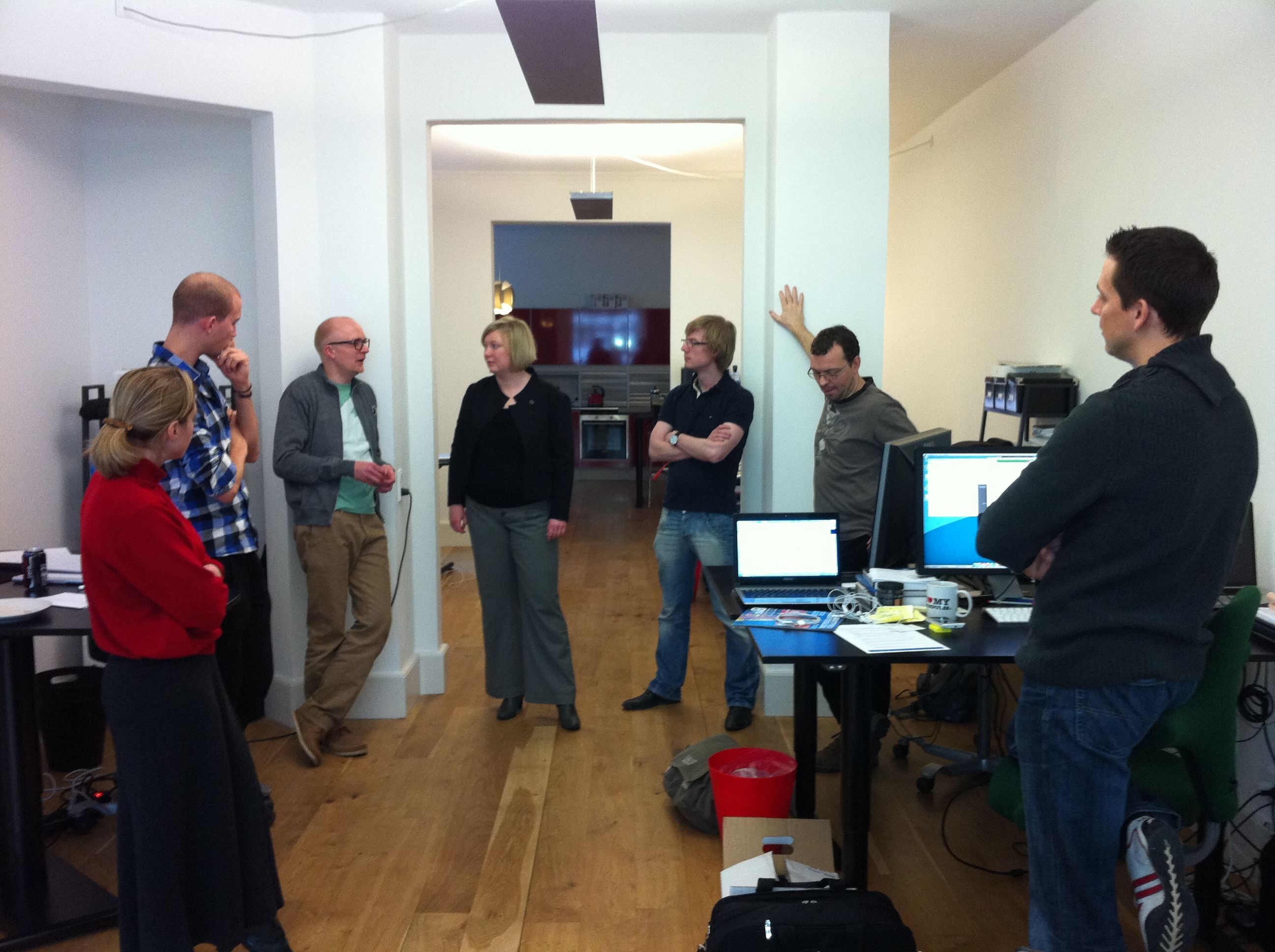
一個計算機工作室的站會

- A pocket guide for effective stand-up meetings （页面存档备份，存于）
- Patterns Of Daily Stand-up Meetings （页面存档备份，存于）, Jason Yip
- Are your standups awesome?
- Article Opening Communication within a Scrum Team （页面存档备份，存于） from Methods & Tools （页面存档备份，存于）
- Straya, Viktoria; Sjøberga, Dag I.K.; Dybåa, Tore. . Journal of Systems and Software. 2016, 114 (20): 101–124. doi:10.1016/j.jss.2016.01.004. hdl:11250/2478996.